# 新北街道 (吉林市)
新北街道，是中华人民共和国吉林省吉林市船营区下辖的一个乡镇级行政单位，由吉林高新技术产业开发区代管。新北街道于2012年由原高新北区整合设立。

## 行政区划
新北街道下辖以下地区：南山道村、正蓝村、张久村、大红土村、小红土村、柴家村、红丰村、烟达木村、新屯村、安家村、干沟村、李家村、三道岭子村。